# Henri Robbe
Pour les articles homonymes, voir Robbe.
Henri Robbe, né à Courtrai le 16 décembre 1807 et mort à Schaerbeek le 2 mars 1899, est un peintre belge.
Son champ pictural, de facture romantique, couvre essentiellement les natures mortes de fleurs et de fruits.
Avant de se consacrer exclusivement à la peinture en 1844, Henri Robbe mène une brève carrière de professeur de chant et de ténor à Paris, puis en Belgique où il s'établit en 1841 jusqu'à sa mort.
Henri Robbe expose régulièrement aux salons triennaux belges (Bruxelles, Gand et Anvers) et aux expositions universelles (Paris, Londres, Vienne).

## Biographie

### Famille
Henri Alexandre Constantin Robbe, né à Courtrai le 16 décembre 1807, est le fils de Dominique Robbe (1762-1835), avoué près le tribunal de Courtrai, et de Rosalie Ovyn (1779-1850), mariés en 1801. Il est le frère cadet du peintre animalier Louis Robbe (1806-1887). Henri Robbe épouse, à Saint-Josse-ten-Noode le 12 janvier 1861, Marie Susanne Havelaerts (1828-1873), native de Mortsel. Le couple a un fils : Henri Louis Marie Robbe, docteur en médecine à Schaerbeek, né à Saint-Josse-ten-Noode le 11 décembre 1862.

### Entre musique et peinture

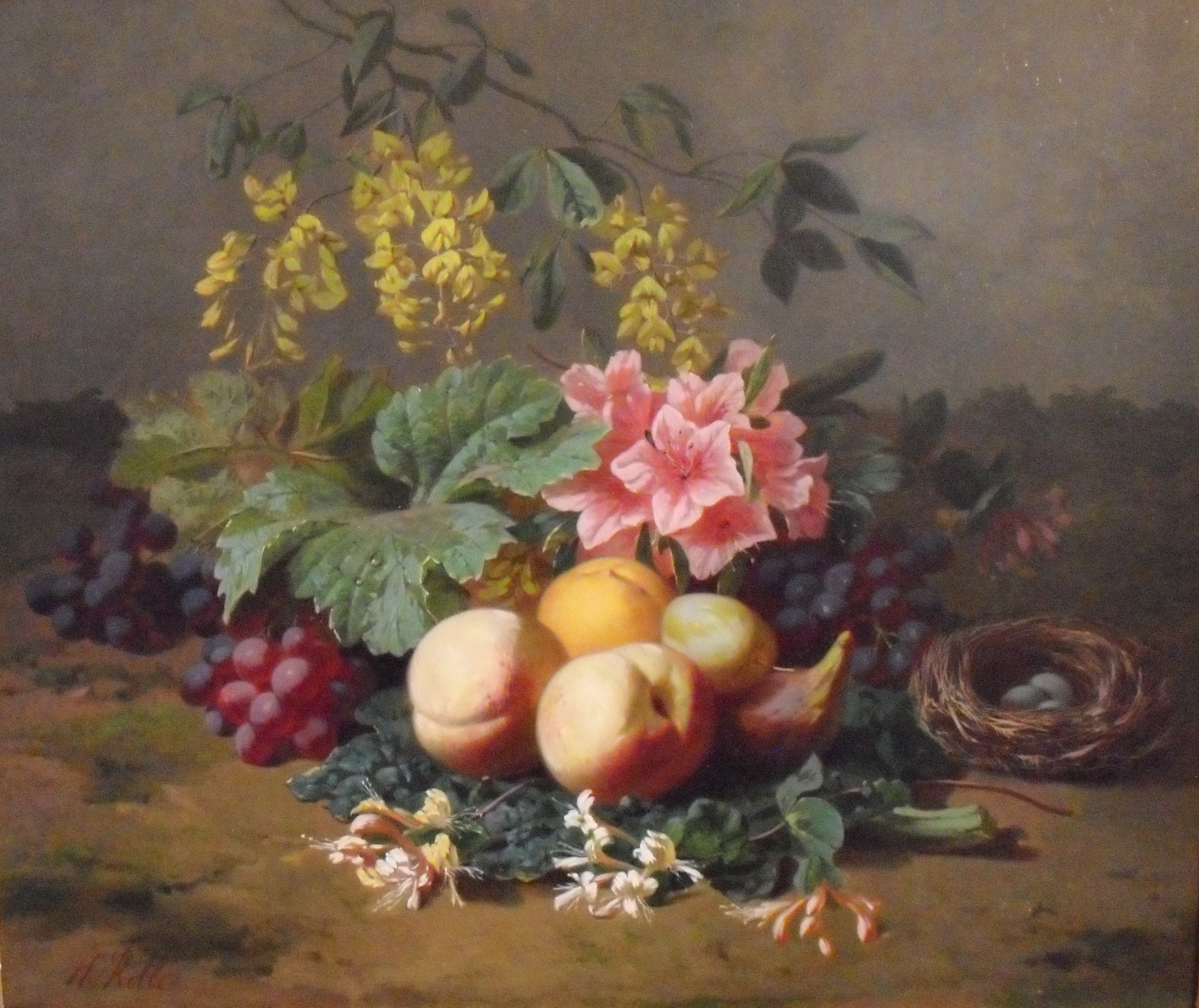
Nature morte aux fruits et fleurs.

Après une scolarité au pensionnat des frères Dathis de Courtrai, et des études d'humanités, Henri Robbe étudie la musique à Paris et en Italie, puis il donne des cours de chant ans la capitale française, où il se produit comme ténor, avant de revenir s'établir à Bruxelles en 1840. À son retour en Belgique, toujours professeur de chant, installé à la rue du Marché au bois, il s'illustre par ses talents, en interprétant notamment des solos lors de messes à la Cathédrale Saints-Michel-et-Gudule de Bruxelles, et également des concerts, où il interprète entre autres, des passages de Lucia di Lammermoor, opéra de Gaetano Donizetti, ou C'est une coquette, romance de Louis Clapisson,.

### Carrière
Henri Robbe mène de front une activité musicale et picturale. En 1841, il expose, à Courtrai, un premier essai, une aquarelle intitulée Tulipe. En 1844, année où il expose au Salon triennal de Gand, il opte pour la peinture et commence une longue carrière de presque six décennies. Il devient rapidement célèbre en qualité de peintre de natures mortes de fleurs (souvent une composition avec des roses) et de fruits et obtient le succès lors de nombreuses expositions auxquelles il participe. Il participe à l'Exposition universelle de 1855 à Paris, de même qu'à celle de 1867 dans la capitale française.
Âgé de 91 ans, et veuf depuis 1873, Henri Robbe meurt à son domicile, rue Royale Sainte-Marie, no 92 à Schaerbeek le 2 mars 1899.

## Œuvre

### Caractéristiques
Son champ pictural, de facture romantique, couvre essentiellement les natures mortes de fleurs et de fruits. Il s'attache essentiellement à l'« anatomie » de la fleur, sans atteindre un grand éclat décoratif. Lorsqu'il expose au Salon de Bruxelles de 1851, la critique estime qu'il a du moelleux dans la pratique, de la souplesse, de l'esprit et de la délicatesse, ainsi que de la largeur dans la touche et de la transparence. Lors du Salon de Bruxelles de 1872, la critique du Journal de Bruxelles analyse le travail d'Henri Robbe, artiste sincère, auquel la nature suffit et qu'il cherche à rendre dans sa noble simplicité avec le talent qui le distingue. Les tons sont fins, l'arrangement simple, la facture stylée et poétique.
Henri Robbe reçoit une médaille de vermeil à Bruges en 1850, une médaille de 1re classe à Ypres en 1855, de même qu'une médaille à Vienne.

### Expositions

#### Expositions belges

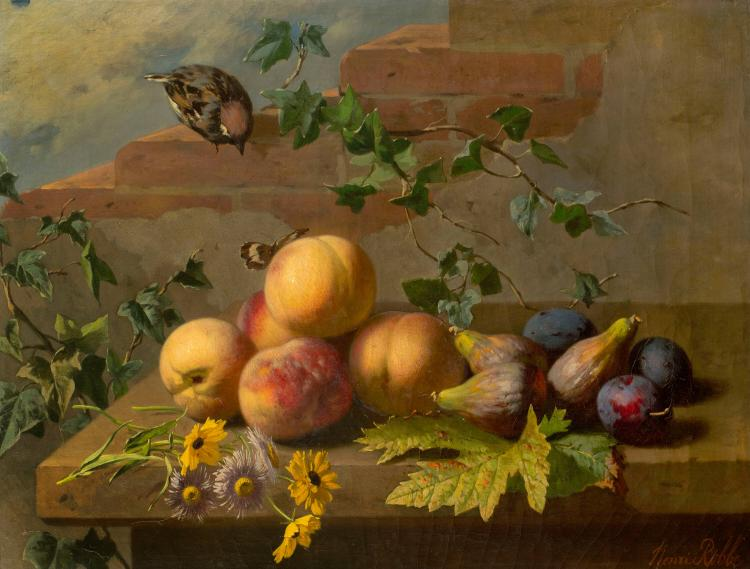
Nature morte aux fruits, conservé à la New-York Historical Society, inventaire no S-123.

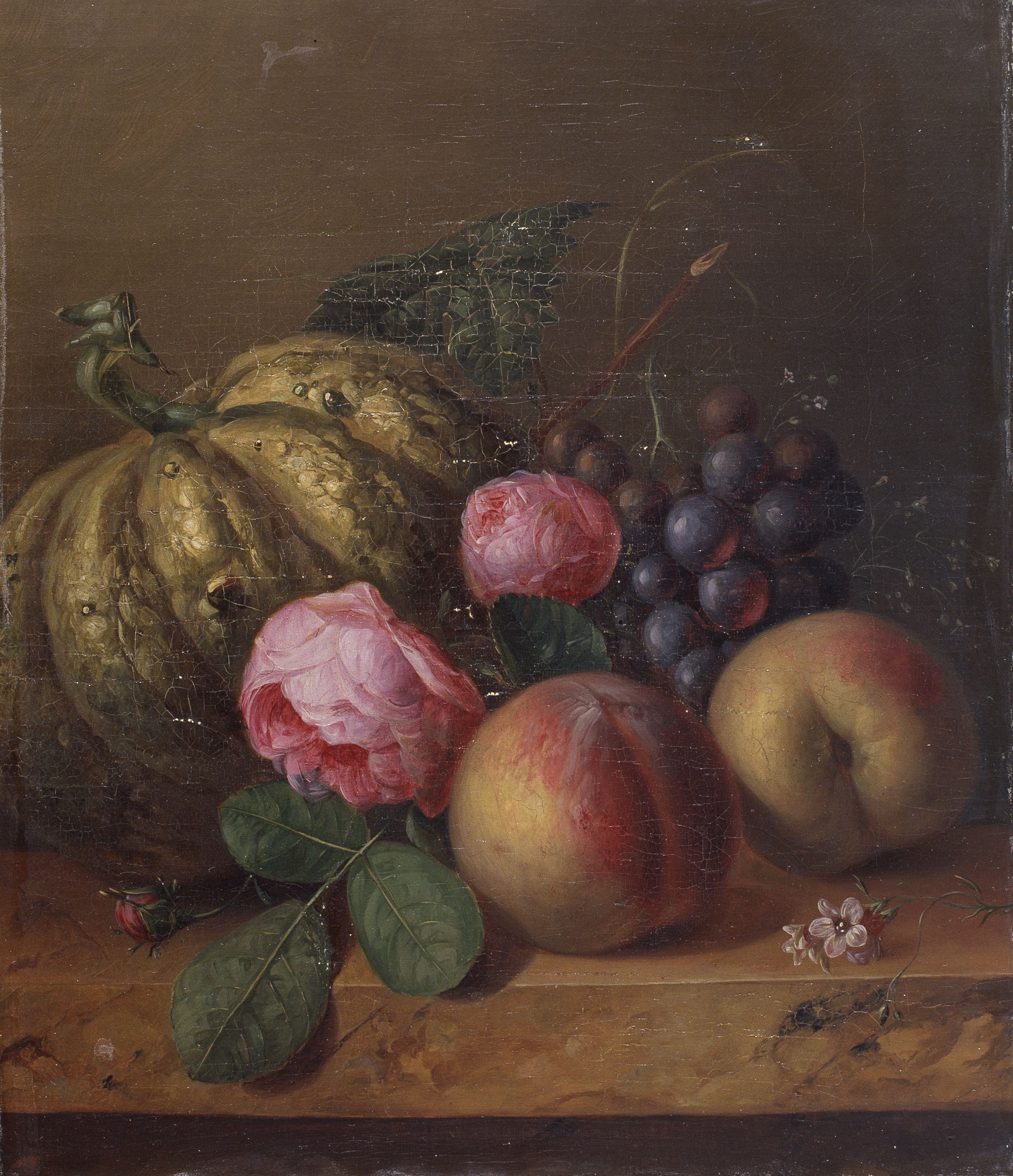
Nature morte aux fruits et fleurs, conservé au Musée des Beaux-Arts de Gand, inventaire no 1919-P.

- Salon de Courtrai de 1841 : Tulipes (aquarelle)[4].
- Salon de Gand (XIXe) de 1844 : Fleurs et fruits[10].
- Salon de Bruxelles de 1845 : Fruits et fleurs[11].
- Salon de Gand (XXe) de 1847 : Fleurs[12].
- Salon de Bruxelles de 1848 : Fleurs et fruits[13].
- Salon d'Anvers de 1849 : Fleurs[14]
- Salon de Bruxelles de 1851 : Fleurs[15].
- Salon d'Anvers de 1852 : Corbeille de fleurs[16].
- Salon de Gand (XXIIe) de 1853 : Fleurs, acquis par le Musée des beaux-arts de Gand[17].
- Salon de Bruxelles de 1854 : Fleurs et fruits[18].
- Salon d'Anvers de 1855 : Fleurs et fruits (trois peintures)[19].
- Salon de Bruxelles de 1857 : Fleurs, Gibier et fruits et Les Moineaux[20].
- Salon de Gand (XXIVe) de 1859 : Fleurs[21].
- Salon de Bruxelles de 1860 : Fleurs et fruits, acquis pour la tombola[22].
- Salon d'Anvers de 1861 : Nature morte, fleurs et fruits et Fleurs et fruits[23].
- Salon de Gand (XXVe) de 1862 : Fleurs et fruits[24].
- Salon de Bruxelles de 1863 : L'Arbre bénit et Fleurs et fruits[25].
- Salon d'Anvers de 1864 : Fleurs, Fleurs, Fleurs, fruits et bijoux[26].
- Salon de Gand (XXVIe) de 1865 : Fleurs et fruits[27].
- Salon de Gand (XXVIIe) de 1868 : Fruits et Roses[28].
- Salon de Gand (XXVIIIe) de 1871 : Fruits et Fleurs[29].
- Salon de Bruxelles de 1872 : Fleurs[30].
- Salon d'Anvers de 1873 : Fleurs, Fleurs et Fruits[31].
- Salon de Gand de 1874 (XXIXe) : Fleurs[32].
- Salon de Gand (XXXe) de 1877 : Fleurs[33].
- Salon de Bruxelles de 1878 : des natures mortes[34].
- Salon de Gand (XXXIe) de 1880 : Fleurs et Fleurs[35].
- Salon de Gand (XXXIIIe) de 1886 : Fleurs et fruits[36].
- Salon de Bruxelles de 1887 (dernière exposition d'Henri Robbe)[4].

#### Expositions européennes et internationales
- Salon de Paris de 1853 : Corbeille de fleurs[37].
- Salon de Paris de 1855 : Fruits et fleurs[38].
- Exposition de la Société des amis des arts de Lyon, salon de 1858 : Bécasses et Sarcelles[39].
- Salon de Paris de 1865 : Fleurs[40].
- Exposition de la Société des amis des arts de Bordeaux de 1861[41].
- Exposition universelle de 1862 à Londres[9].
- Exposition universelle de 1867 à Paris[9].
- Expositions internationales de Londres de 1871 et 1874[4].
- Exposition universelle de 1873 à Vienne[9].
- Exposition universelle de 1876 à Philadelphie[4].

### Collections muséales

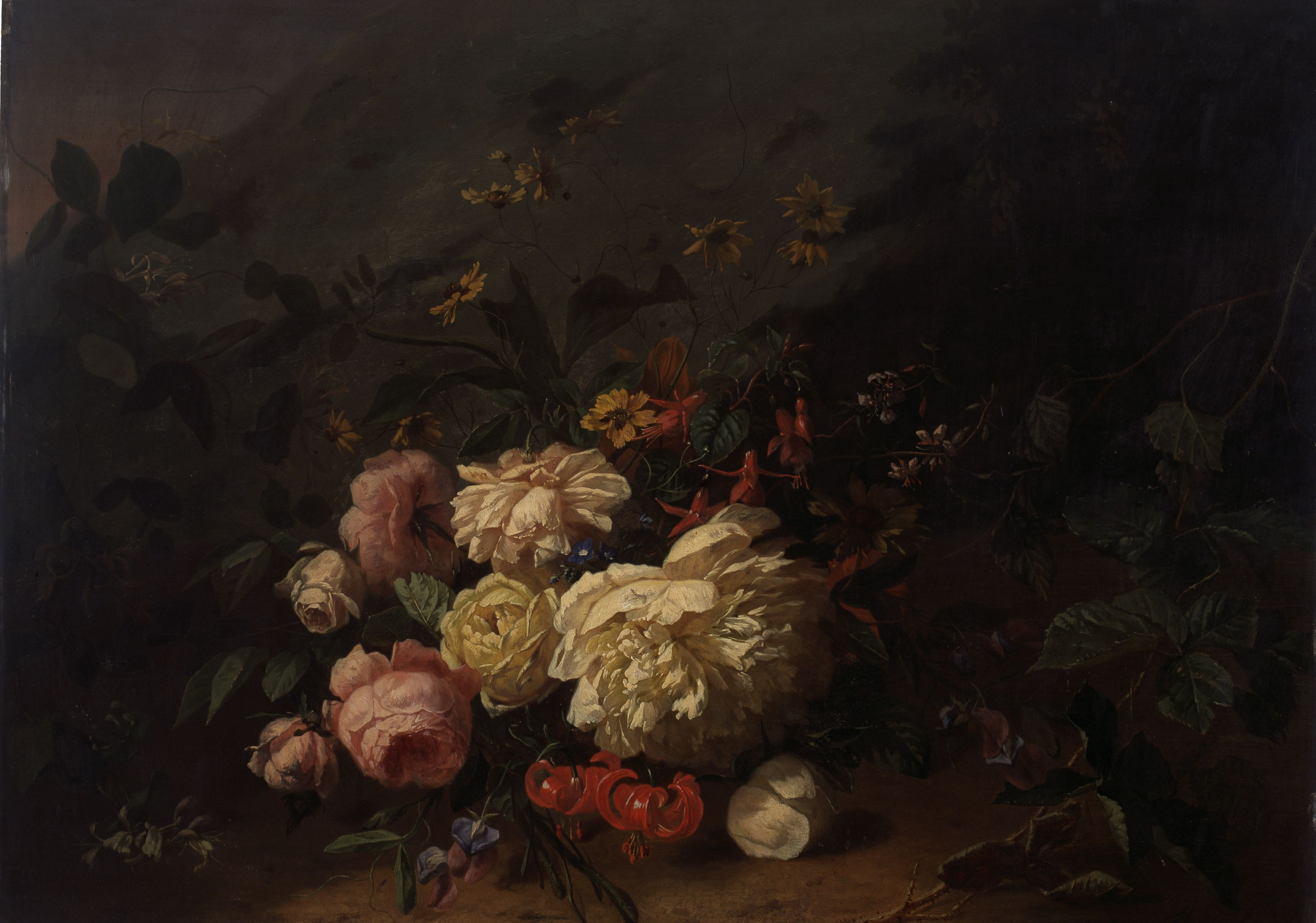
Fleurs, 1853, Musée des Beaux-Arts de Gand.

- Fleurs et fruits, inventaire no 2875, format 100 × 78,5cm, acquis en 1882, aux Musées royaux des Beaux-Arts de Belgique (Bruxelles)[42].
- Nature morte aux fruits et fleurs, format 36,2 × 30,4cm, conservé au Musée des Beaux-Arts de Gand, inventaire no 1919-P[43].
- Fleurs, 1853, conservé au Musée des Beaux-Arts de Gand, inventaire no 1853-D, acquis au Salon de Gand de 1853[17].
- Nature morte aux fruits, conservé à la New-York Historical Society, inventaire no S-123.
- L'Arbre bénit, 1865, acquis par la ville afin de l'exposer au Musée de Courtrai[44].

## Distinctions
- Chevalier de l'ordre de Léopold (le 11 avril 1873)[45].
- Officier de l'ordre de Léopold (19 août 1889)[46].